# سپاه غیرنظامی حفاظت

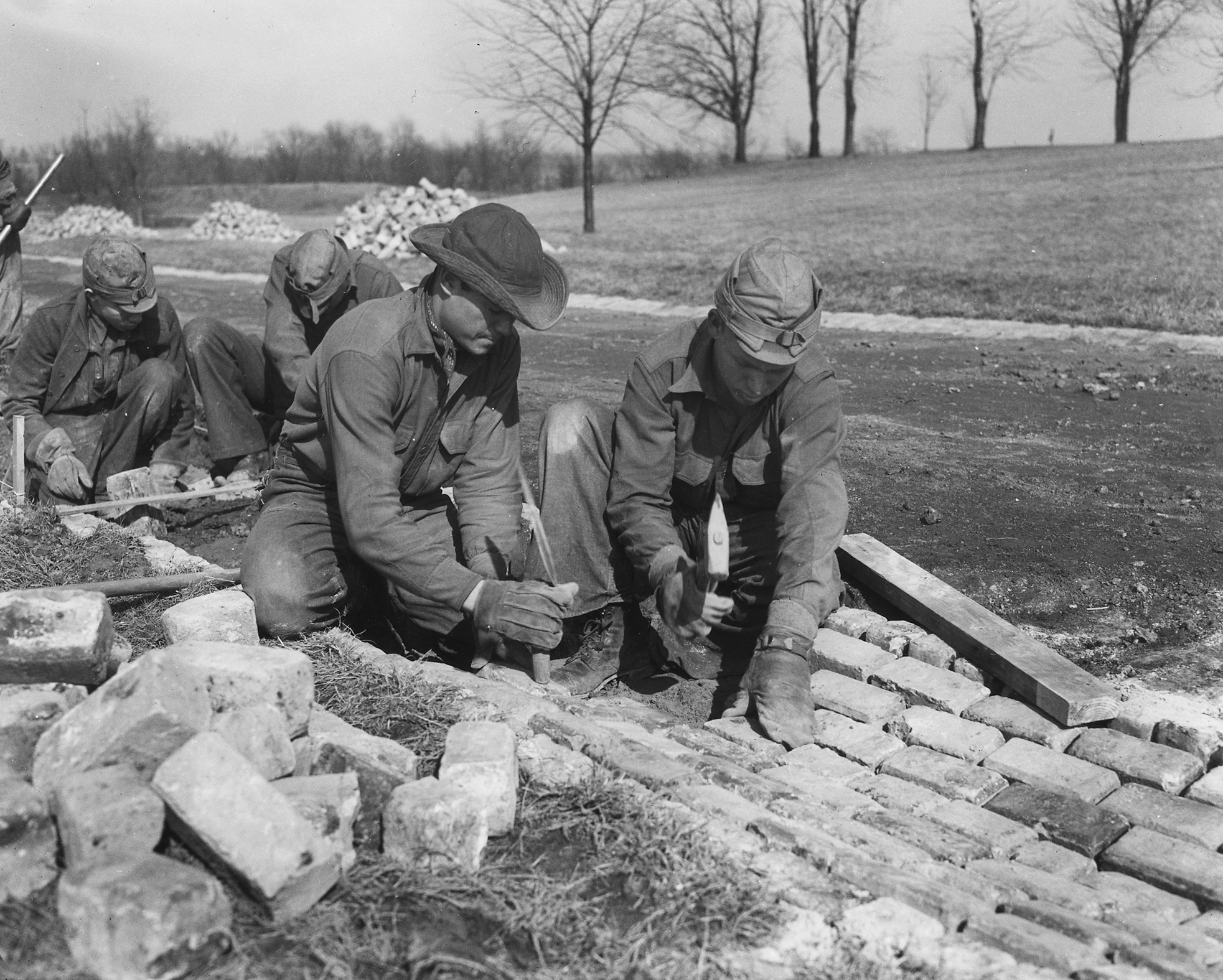
نیروهای کار سپاه غیرنظامی حفاظت از محیط زیست در حال ساختن جاده در ۱۹۳۳

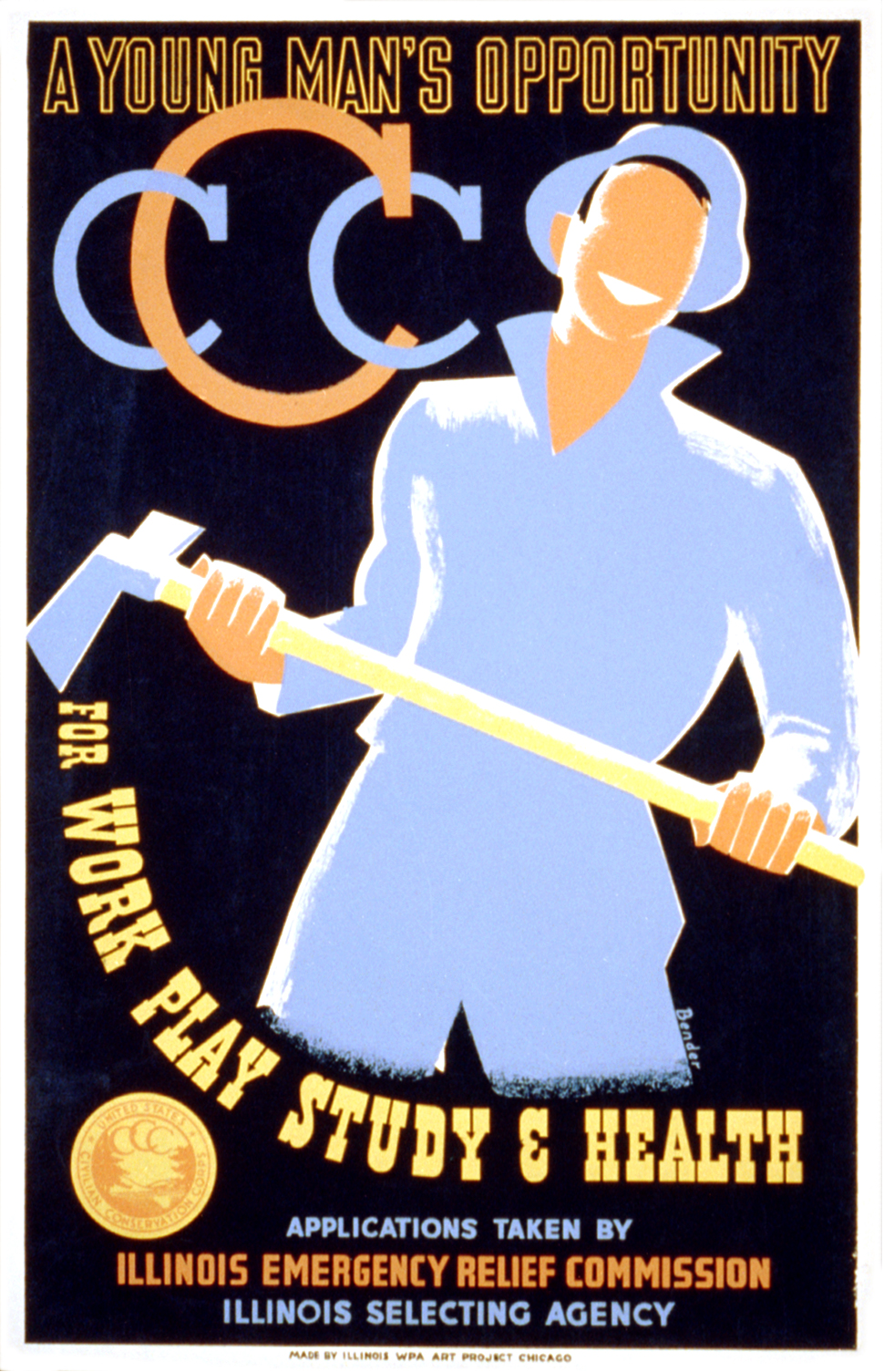
پوستر کار و سلامتی (۱۹۳۵)

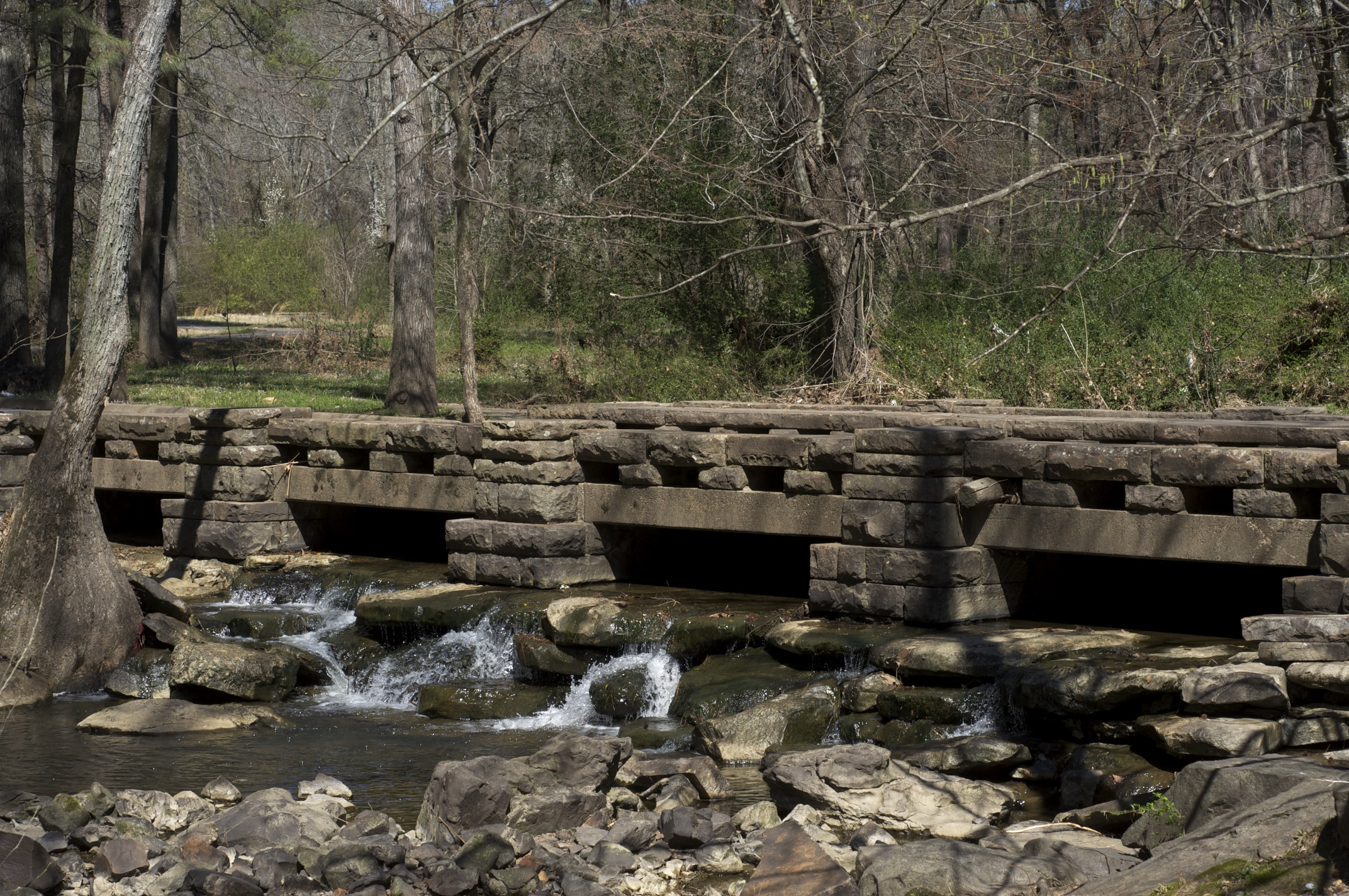
پل ساخته‌شده در ایالت آرکانزاس توسط سپاه مردمی حفاظت از محیط‌زیست

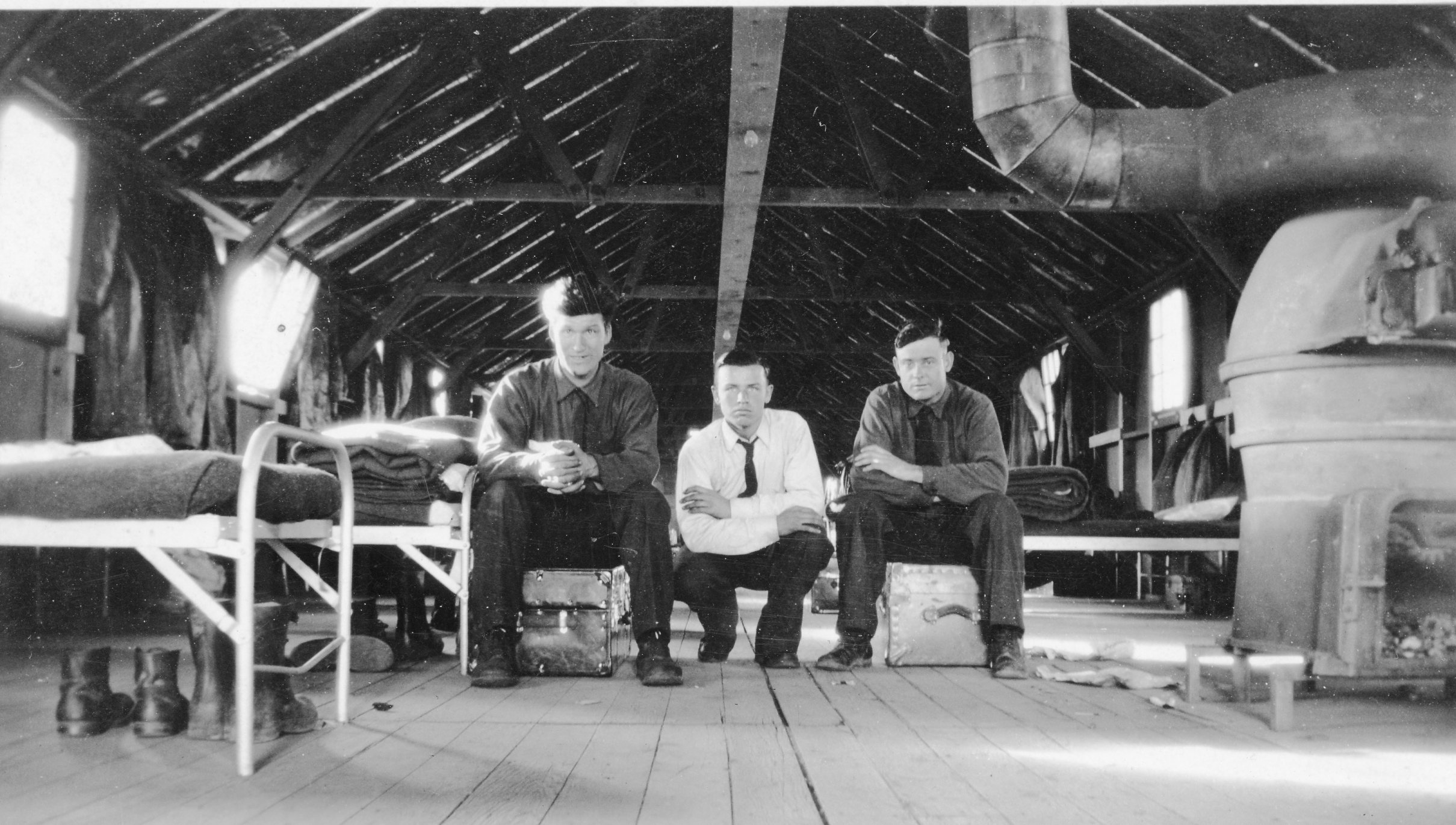
داخل سربازخانه سپاه مردمی حفاظت از محیط زیست در میلفورد ایالت یوتا

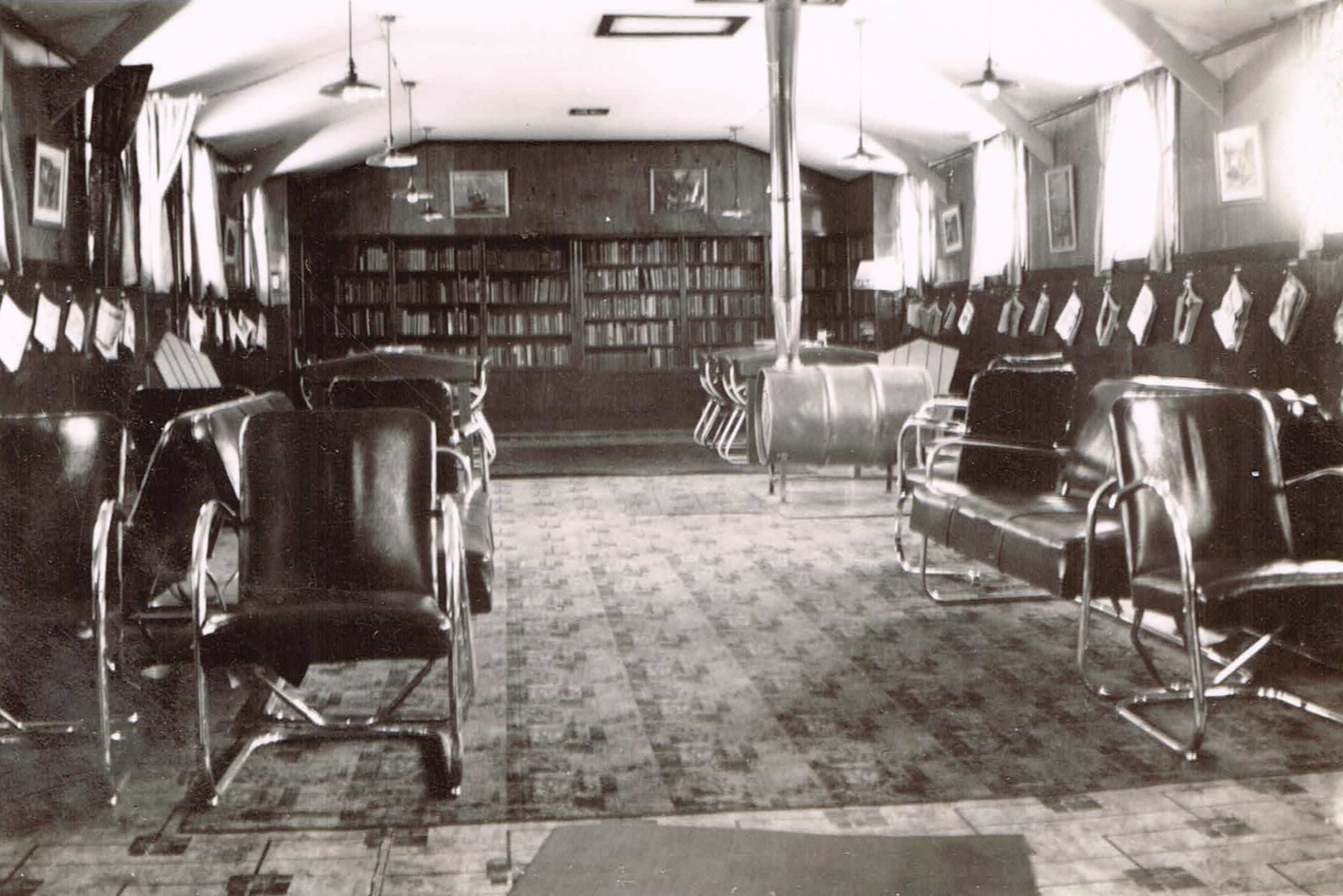
سالن رفاه یا آموزش در یک کمپ

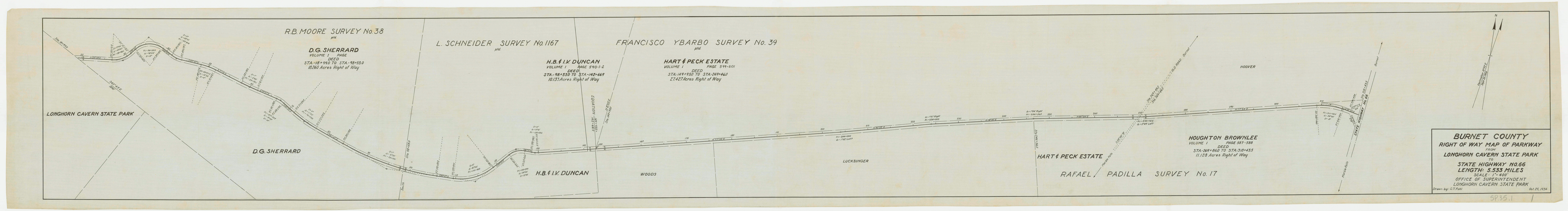
این نقشه که در سال ۱۹۳۴تهیه شده مسیر برنامه‌ریزی شده برای ایجاد یک پارک در تگزاس را نشان می‌دهد. در اوایل سال ۱۹۳۰ تعداد زیادی از سربازان این سپاه در پارک‌های متعدد در سراسر ایالت کار کردند و همه چیز را از نیمکت‌ها تا مسیر ساختند.

سپاه غیرنظامی حفاظت یا سپاه مردمی حفاظت (به انگلیسی: Civilian Conservation Corps) برنامه‌ای عمومی برای ایجاد شغل در ایالات متحدهٔ آمریکا بود که از سال ۱۹۳۳ تا ۱۹۴۲ اجرا شد و هدف آن ایجاد کار برای مردان مجرد بیکاری بود که بین ۱۸ تا ۲۵ سال سن داشتند. این طرح جزئی از نیو دیل رئیس‌جمهور فرانکلین روزولت به حساب می‌آمد و شغل‌هایی در رابطه با حفاظت از منابع طبیعی و توسعهٔ آن‌ها در مناطق روستایی را برای نیروی کار غیر ماهر فراهم می‌کرد. سپاه مردمی حفاظت از محیط زیست در جهت فراهم‌آوردن شغل برای مردان جوانی که در یافتن شغل طی رکود بزرگ اقتصادی مشکل داشتند طراحی شده بود ولی همزمان برنامه‌ای عمومی برای حفاظت از منابع طبیعی در تمامی ایالت‌ها و مستعمره‌ها نیز به‌شمار می‌آمد. بیشینه تعداد ثبت‌نامی در هر دوره ۳۰۰٬۰۰۰ نفر بود و در طول نه سال اجرای آن ۲٫۵ میلیون مرد جوان در آن شرکت کردند. مسئولان کمپ‌ها افسران ارتش آمریکا بودند ولی خبری از آموزش نظامی یا یونیفرم نبود.
توجه عموم آمریکایی‌ها به سپاه غیرنظامی حفاظت، آن را به مشهورترین طرح از برنامه‌های نیو دیل تبدیل کرد. مزایای اصلی ثبت‌نام در این سپاه شامل بهبود شرایط فیزیکی، بالابردن روحیهٔ جمعی و افزایش استخدام‌ها می‌شد. ۲۵ دلار از حقوق ماهانهٔ ۳۰ دلاری آن‌ها مستقیماً به والدینشان پرداخت می‌شد. سپاه مردمی حفاظت به‌طور غیرمستقیم سبب آگاهی و توجه بیشتر مردم نسبت به منابع طبیعی ملی و احساس به لزوم وجود برنامه‌های ملی جامع به‌طور دقیق طراحی‌شده‌ای در راستای حفاظت از منابع طبیعی و گسترش‌شان گردید.
در مدتی که برنامهٔ سپاه مردمی حفاظت اجرا می‌شد، داوطلبان نزدیک به ۳ میلیارد درخت برای کمک به جنگل‌زایی در آمریکا کاشتند، بیش از ۸۰۰ پارک در سرتاسر ایالات متحده ساختند، اکثر پارک‌های ایالتی را بهبود بخشیدند، روش‌های مقابله با آتش‌سوزی جنگل‌ها را به روز کردند و شبکه‌ای از ساختمان‌های خدماتی و جاده‌های عمومی را در مناطق دور افتاده ایجاد کردند.
سپاه مردمی حفاظت شامل طرح‌هایی جداگانه برای افراد ماهر و سرخ‌پوستان آمریکا نیز بود.
با وجود حمایت مردم از این طرح، سپاه مردمی حفاظت یک سازمان دائمی نبود بلکه وجودش به قانون‌گذاری اضطراری و موقتی کنگره وابسته بود. در سال ۱۹۴۲ با رونق‌یافتن صنایع جنگی و اجباری شدن خدمت نظام‌وظیفه، نیاز به سپاه مردمی کاهش یافت و کنگره رأی به خاتمه یافتن برنامه داد.

## تأسیس
فرماندار نیویورک، فرانکلین روزولت هم برنامه مشابهی در ابعاد بسیار کوچک‌تری داشت که اداره امدادرسانی موقت خوانده می‌شد. این برنامه در حدود سال ۱۹۳۲ آغاز شد و افراد بیکار را به خدمت گرفت؛ که در سال اول کار آن حدود ۲۵۰۰۰ بیکار در شهر نیویورک حقوق بگیر آن شدند. روزولت با علاقه بسیاری که به حفظ این سیستم داشت در ۲۱ مارس ۱۹۳۳ به عنوان رئیس‌جمهور به کنگره پیشنهاد یک برنامه ملی در سطح کل را داد. او وعده داد که این برنامه غذای ۲۵۰۰۰۰ مرد جوان، خانه و لباس کار و مراقبت سلامت برای کار در جنگل و دیگر اماکن دولتی را فراهم نماید.
سازماندهی و اداره سپاه مردمی حفاظت آزمایش و عملیات جدیدی برای هر آژانس دولتی بود. در این دستورالعمل آمده بود که این برنامه قرار است به‌طور مشترک توسط چهار بخش دولتی نظارت شود. وزارت کار، که مردان جوان را استخدام می‌کند، وزارت جنگ، که اردوها را اداره می‌کرد، وزارت کشاورزی و وزارت کشور که پروژه‌های کاری را سازماندهی و نظارت کرده‌اند.
یک شورای مشورتی سپاه متشکل از یک نماینده از هر یک از بخش‌های نظارت بود. علاوه بر این، دفتر آموزش و پرورش و اداره جانبازان در این برنامه شرکت کردند. برای پایان دادن به مخالفت اتحادیه‌های کارگری که نمی‌خواستند وقتی بسیاری از مردانشان بیکار بودند هیچ برنامه آموزشی شروع شود.روزولت رابرت فچنر، نایب رئیس انجمن بین‌المللی ماشینیست‌ها و کارگران هوافضا را به عنوان مدیر سپاه برگزید. ویلیام گرین، رئیس فدراسیون کار آمریکا به اردوگاه اول منتقل شد به این معنا که هیچ برنامه آموزشی غیر از کار دستی ساده وجود نخواهد داشت.

## ارتش آمریکا
مأمورین ذخیره ارتش آمریکا مسئول اردوگاه‌ها بودند، اما هیچ آموزش نظامی وجود نداشت. ژنرال داگلاس مک آرتور مسئول برنامه قرار گرفت اما گفت که تعداد افسران و سربازان ارتش اختصاص یافته به اردوگاه‌ها بر آمادگی ارتش منظم تأثیر می‌گذارد.
با این‌حال، ارتش همچنین مزایای بیشماری را در این برنامه یافت. در سال ۱۹۴۰ هنگامی که سربازگیری آغاز شد، سیاست این بود که سربازان و گروهبانان آموزش‌دیده محیط زیست تربیت شوند. سپاه همچنین تجربه فرماندهی را برای افسران ذخیره سازماندهی شده فراهم کرد. جرج مارشال برخلاف بسیاری از افسران همتایش، از سپاه حفاظت استقبال کرد.
از طریق سپاه حفاظت، ارتش منظم می‌تواند عملکرد رهبری هر دو افسران منظم و ذخیره را ارزیابی کند. این سپاه درس‌هایی را که ارتش از آن برای تهیه برنامه‌های جنگ و بسیج خود برای اردوگاه‌های آموزشی استفاده می‌کرد، تهیه کرد.

## تاریخچه

### سال‌های اولیه ۱۹۳۳ تا ۱۹۳۷
قانون‌گذاری و بسیج برنامه بسیار سریع اتفاق افتاد. روزولت درخواست خود را به کنگره در ۲۱ مارس ۱۹۳۳ تقدیم کرد. این قانون در همان روز به کنگره تسلیم شد. کنگره آن را با رأی صوتی در تاریخ ۳۱ مارس تصویب کرد. روزولت همان روز آن را امضا کرد، سپس دستورالعمل اجرایی را در ۵ آوریل با ایجاد آژانس، انتصاب مدیر آن (فرشنر) و اختصاص فرماندهان منطقه سپاه وزارت جنگ برای شروع ثبت نام صادر کرد. اولین نفر برای ثبت نام در ۸ آوریل انتخاب شد و لیست‌های بعدی شامل مردان بیکار بود که توسط سازمان‌های بهزیستی و امدادی دولتی و رفاه محلی فوری تهیه شد. در ۱۷ آوریل، اولین اردوگاه، کمپ روزولت در جنگل ملی جورج واشینگتن در نزدیکی لورای، ویرجینیا تأسیس شد. در ۱۸ ژوئن، اولین کمپ از ۱۶۱ اردوگاه کنترل فرسایش خاک، در کلیتون، آلاباما افتتاح شد. تا اول ژوئیه سال ۱۹۳۳، ۱۴۶۳، اردوگاه کار با ۲۵۰٫۰۰۰ عضو جوان (۱۸–۲۵ سال). ۲۸۰۰۰ کهنه سرباز؛ ۱۴۰۰۰ سرخ‌پوست آمریکایی؛ و ۲۵۰۰۰ بزرگسال در برنامه محلی مردان وجود داشت.

### ثبت نام

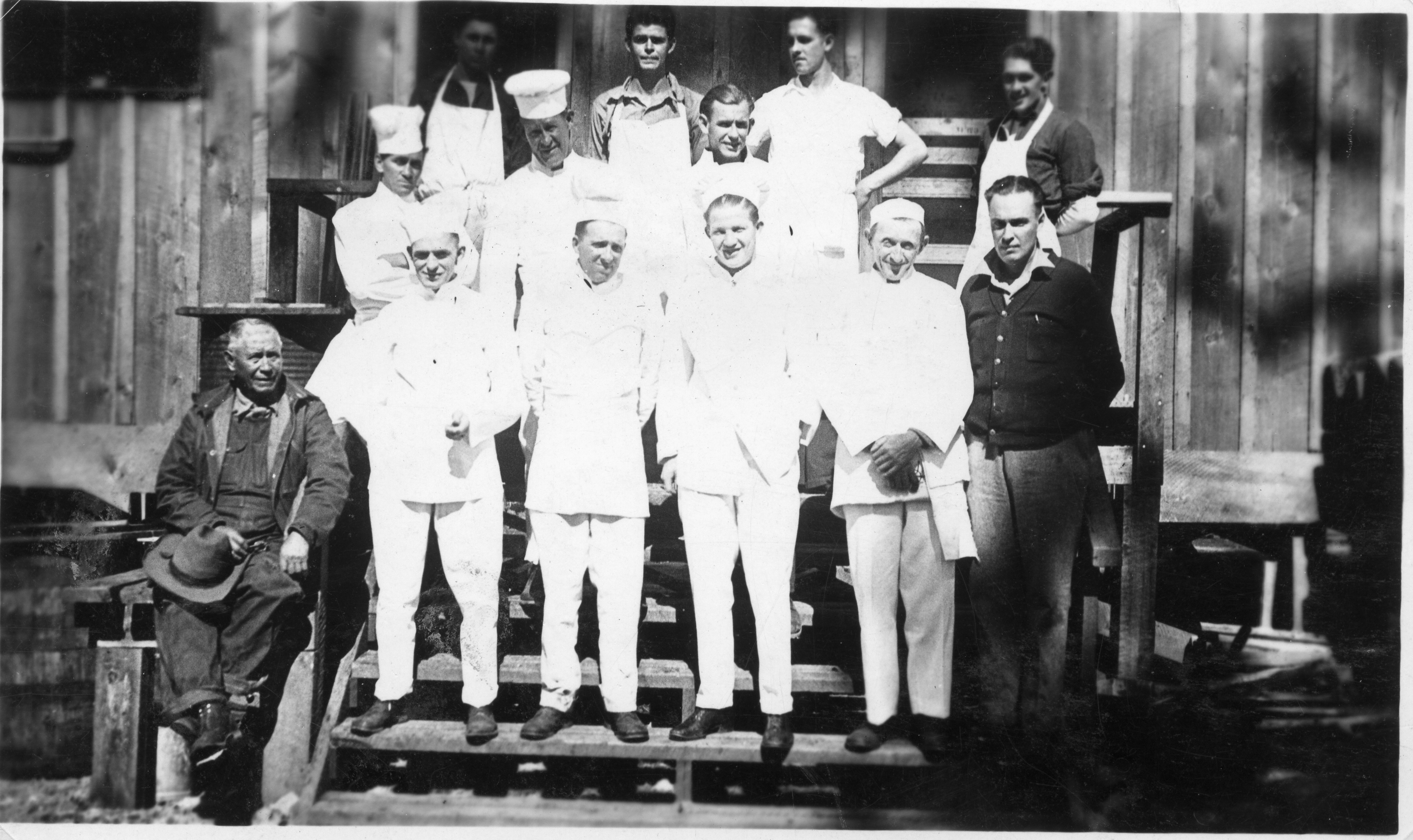
ثبت‌نام شدکان در آشپزخانه

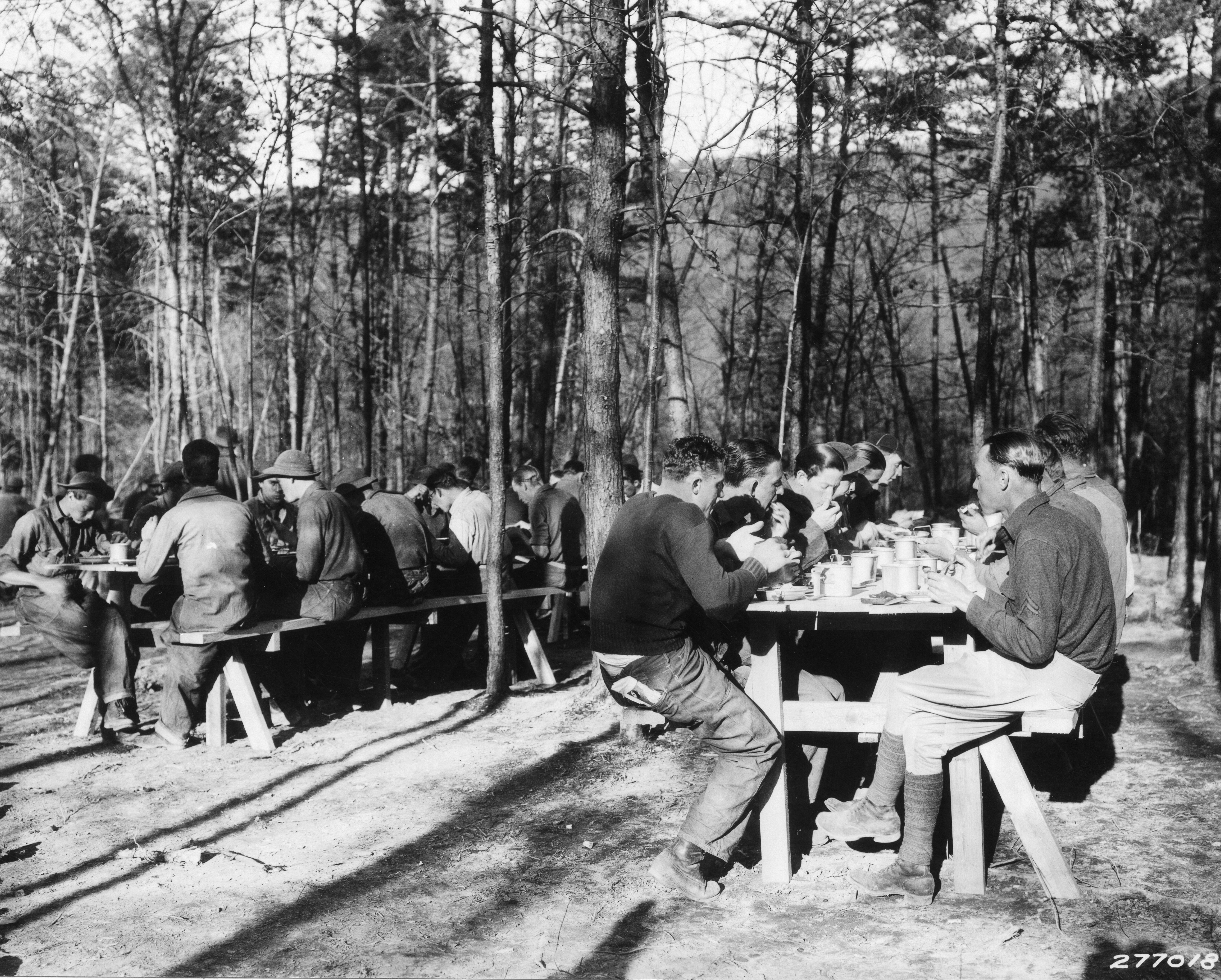

افراد ثبت نام شونده سپاه مردمی حفاظت از محیط زیست افراد شهروند آمریکایی، مرد مجرد، بیکار، ۱۸ تا ۲۵ ساله بودند که به‌طور معمول مخارج خانواده‌شان را اداره رفاه محلی می‌پرداخت. هر یک از این افراد به‌طور داوطلبی کار می‌کردند و پس از گذراندن آزمایش‌های بدنی و / یا یک دوره آمادگی، موظف به انجام یک دوره حداقل شش‌ماهه می‌شدند، که اگر اشتغال خارج از سپاه امکان‌پذیر نبود می‌توانستند تا چهار دوره یا حداکثر دو سال کار کنند. ثبت نام شدگان ۴۰ ساعت در هفته در طی پنج روز کار می‌کردند، به طوری که اگر روزی هوای خراب مانع کار می شد می بایست شنبه را نیز کار کنند. آنها در مقابل در هر ماه ۳۰ دلار (معادل ۵۹۰ دلار در سال ۲۰۱۹) با تخصیص اجباری۲۲–۲۵ دلار دریافت می‌کردند (تقریباً معادل ۴۶۰ دلار در سال ۲۰۱۹) که به سرپرست خانواده آن ها ارسال می‌شد. این حقوق علاوه بر مسکن، غذا، پوشاک و مراقبت‌های پزشکی بود.
پس از دومین راهپیمایی ارتش برای پاداش در واشینگتن دی سی، رئیس‌جمهور روزولت در ۱۱ مه ۱۹۳۳ برنامه سپاه را اصلاح کرد تا شامل فرصت‌های شغلی برای جانبازان شود. صلاحیت‌های جانباز با ثبت نام در دوره‌ها برای افراد جوانتر تفاوت داشت. ازجمله آنها نیاز به تأیید توسط اداره جانبازان داشتند. تا زمانی که آنها محتاج به کار بودند تفاوتی نداشت که متأهل یا مجرد یا در چه سنی هستند. آنها عموماً در کمپ‌های خاص خود گذاشته می‌شدند. ثبت نام شدگان ممکن بود واجد موقعیت‌های شغلی زیر مربوط به خود کمپ می‌بودند. مدیر ارشد، مسئول سالن تجمع، مسئول فروشگاه، آشپز، معاون مدیر، منشی، معاون مشاور آموزشی و سه آشپز دوم. این افراد بسته به شغلشان اضافه حقوقی بین ۳۶ تا ۴۵ دلار در ماه دریافت می‌کردند.

## کمپ‌ها
هر کمپ این سپاه در منطقه‌ای نیازمند به کارهای حفاظت محیط زیست قرار می‌گرفت که می‌باید توسط حدود ۲۰۰ نفر از ثبت نام شدگان غیرنظامی سازماندهی شده در یک واحد کاری انجام شود. این کمپ خودش یک اجتماع موقت بود که ساختار سربازخانه (در ابتدا چادرهای ارتش) داشت که مجتمعی را از ۵۰ نفر عضو، افسران، محل کادر فنی، پزشکی قانونی، سالن تجمع، سالن تفریحی، ساختمان آموزش، دستشویی و دوش، دفاتر فنی، اداری، اتاق ابزار، فروشگاه تاسیسات و پارکینگ و استخر در بر می‌گرفت.

## طبقه‌بندی کار

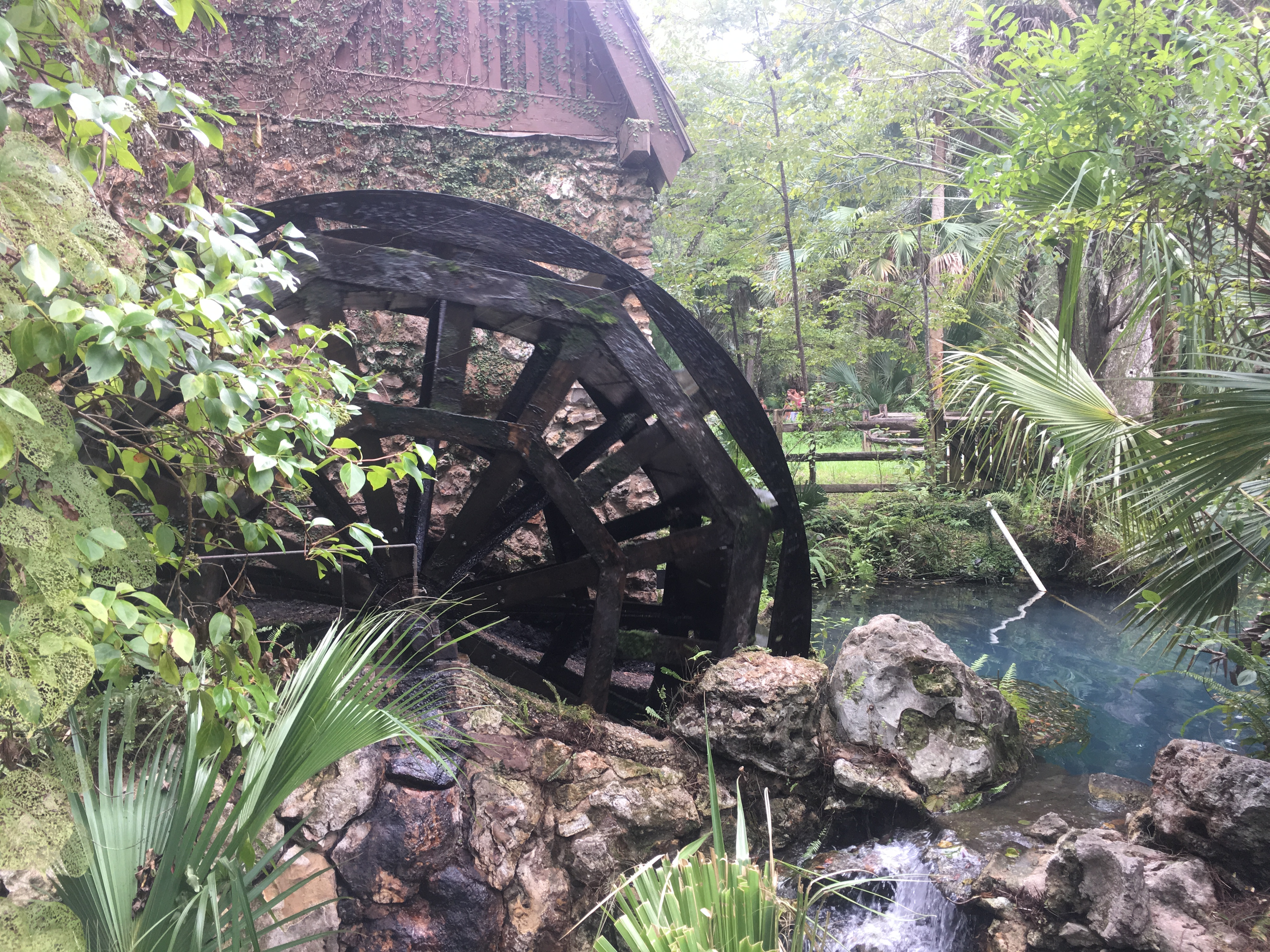
یک آسیاب و چرخ آب که توسط سپاه غیرنظامی حفاظت از محیط‌زیست در جونیپر اسپرینگ در فلوریدا ساخته شده‌است.

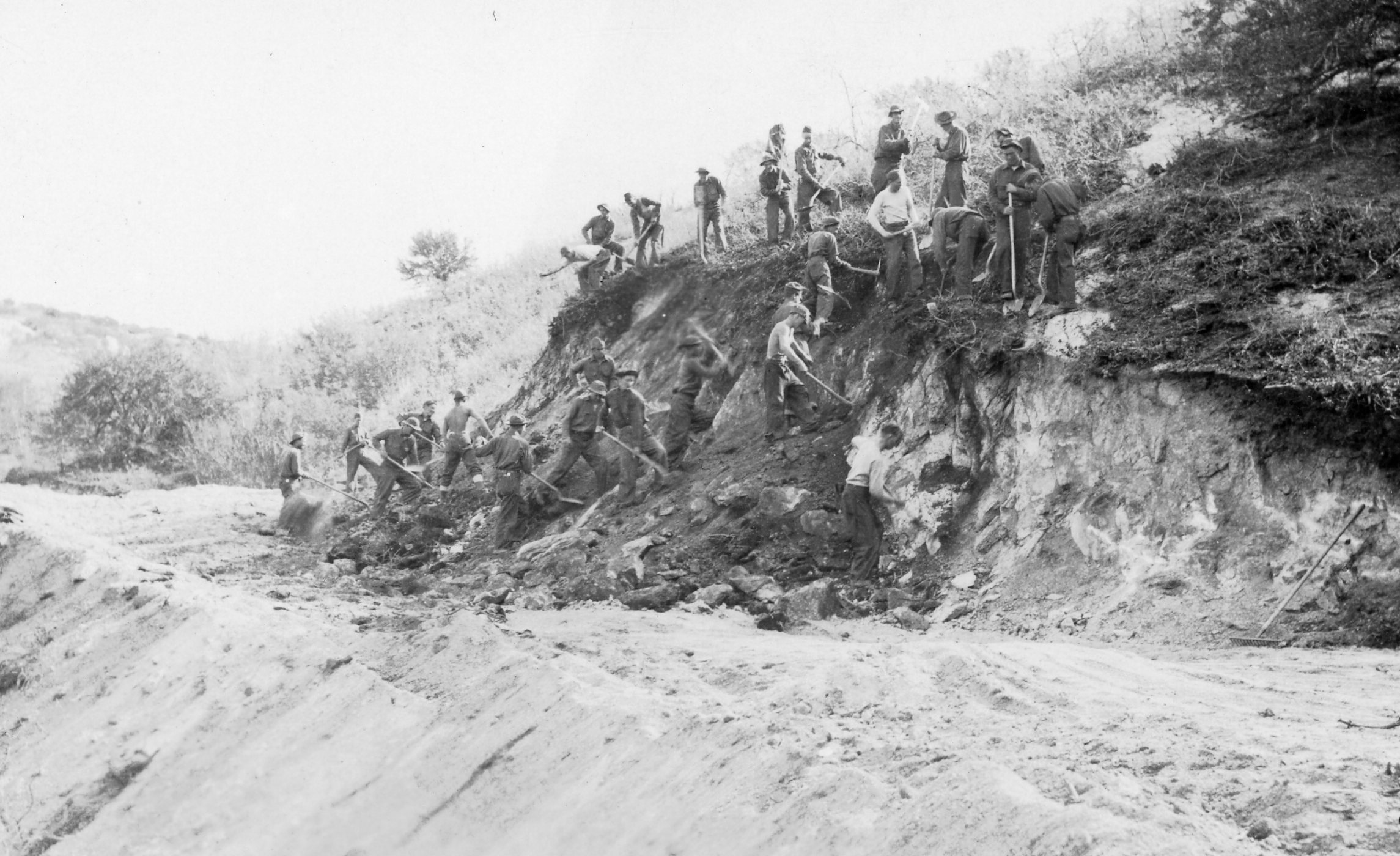
کارگران با بیل و کلنگ مشغول ساختن جاده بین شهرهای میلفورد و بیور در ایالت یوتا هستند.

1. پیشرفتهای ساختاری: پلها، برجهای آتش‌نشانی، ساختمانهای خدماتی
2. حمل و نقل: مسیرهای کامیون، جاده‌های جزئی، مسیرهای پیاده‌روی و مسیر فرود فرودگاه
3. کنترل فرسایش: سدها، پوشش سبزیجات
4. کنترل سیلاب: آبیاری، زهکشی، سدها، خندق، کار کانال، ساخت موج‌شکن
5. جنگل‌داری: کاشت درختان و بوته‌ها، اصلاح چوب پایه، جمع‌آوری بذر، کار مهد کودک
6. حفاظت از جنگل: جلوگیری از آتش‌سوزی، آتش‌نشانی، کنترل حشرات و بازداری آفت
7. معماری منظر و تفریح: برپایی اردوگاه عمومی و توسعه زمین پیک نیک، پاکسازی و توسعه سایت دریاچه و برکه
8. محدوده: مسیرهای فرعی، از بین بردن حیوانات درنده
9. حیات وحش: بهبود جریان آب، نگهداری ماهی، کاشت مواد غذایی و پوشش گیاهی
10. متفرقه: کار اضطراری، نقشه‌برداری [۱۴]

این برنامه حفاظتی تجربی هفت‌ماهه پاسخ‌های مشتاقانه دریافت کرد. در اول اکتبر ۱۹۳۳، کارگردان فچنر توصیه‌های ترتیب دادن دوره دوم ثبت نام را دریافت کرد. تا ژانویه سال ۱۹۳۴، ۳۰۰۰۰۰ مرد ثبت نام کردند. به این محدوده ۵۰۰۰۰ نفر دیگر هم افزایش یافت تا مردان از ایالت‌های غرب میانه که سرزمینشان دچار خشکسالی شده بود را نیز دربرگیرد. چادرهای موقت نیز برافراشته شدند تا کلبه‌های چوبی را هم شامل شود. یک برنامه آموزشی نیز براه افتاد که تأکیدش بر آموزش حرف و سوادآموزی بود.
تقریباً ۵۵ درصد افراد ثبت نام شده از جوامع روستایی بودند که بیشتر آنها غیر کشاورز بودند. ۴۵٪ نیز از مناطق شهری آمده بودند. سطح تحصیلات برای دانش آموزان به‌طور متوسط ۳٪ بی سواد، ۳۸٪ کمتر از هشت سال مدرسه، ۴۸٪ دبیرستان را ناتمام گذاشته بودند و ۱۱٪ فارغ التحصیلان دبیرستان بودند.

## اقلیت‌ها
به دلیل قدرت دموکرات‌های تماماً سفیدپوست در کنگره، که اصرار به تفکیک نژادی داشتند، مجموعه برنامه‌های جدیدی از نظر تفکیک نژادی ایجاد کردند به نام «معامله جدید». سیاه‌پوست‌ها و سفیدپوست‌ها به ندرت در کنار یکدیگر کار می‌کردند. این زمانی بود که تمام ایالات جنوبی، قوانین تبعیض‌نژادی را تصویب کرده بودند، اما از شروع سده جدید، قوانین و مقررات مربوط به قانون اساسی که بر اساس آن، اکثر سیاه‌پوست‌ها از حقوق خود محروم می‌شدند، از سیاست رسمی حذف گردیدند، اما همچنان به دلیل تبعیض از سوی مقامات سفیدپوست در سطوح محلی و ایالتی، سیاه‌پوست‌ها در جنوب به اندازه سفیدپوست‌ها از مزایای برنامه‌های موسوم به «معامله جدید» استفاده نمی‌کردند.
در چند هفته اول عملیات، اردوگاه‌های سپاه غیرنظامی حفاظت از محیط‌زیست در شمال ادغام شدند. با این حال، در ژوئیه سال ۱۹۳۵، همه اردوگاه‌ها در ایالات متحده از یکدیگر تفکیک شدند. در پایان سال ۱۹۳۵، زمانی که ۵۰۰٬۰۰۰ مرد در ۲٬۶۰۰ اردوگاه در حال فعالیت در همه ایالت‌ها بودند و حقوق و مسکن مساوی دریافت می‌کردند، رهبران سیاه‌پوست سعی داشتند تا نقش رهبری خود را حفظ کنند. مردان سفید بزرگسال نیز نقش‌های عمده رهبری را در همه اردوگاه‌ها به عهده داشتند. مدیر فچنر در کمپ‌های سیاه‌پوستان، از انتصاب بزرگسالان سیاه‌پوست، در هر گونه مشاغل نظارتی، به جز مدیر آموزش برای تحصیلات، خودداری می‌کرد.